# Liophis tristriatus
Liophis tristriatus este o specie de șerpi din genul Liophis, familia Colubridae, descrisă de Hialmar Rendahl și Vestergren 1941. Conform Catalogue of Life specia Liophis tristriatus nu are subspecii cunoscute.